# Serra de Gredos

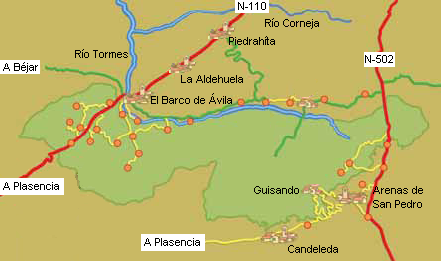
Mapa do Parque Regional da Serra de Gredos

A Serra de Gredos (em castelhano:  Sierra de Gredos) é uma cordilheira no centro da Península Ibérica, situada entre as províncias espanholas de Ávila, Cáceres e Toledo, cujo ponto mais alto, na província de Ávila, na divisão entre os municípios de Zapardiel de la Ribera e Candeleda, é o pico Almançor, com 2 592 m.
A cordilheira está classificada como parque regional (um tipo de área protegida espanhola) e é uma dos subsistemas montanhosos mais extensos do Sistema Central ibérico, composto de cinco vales fluviais: Alto Tormes, Alto Alberche, Tiétar Oriental, Tiétar Ocidental e La Vera, e Vale do Ambroz.
Em volta dos seus maciços graníticos situam-se quatro comunidades autónomas: Castela e Leão, Estremadura, Castela-Mancha e Madrid. Estende-se desde San Martín de Valdeiglesias a leste, a Hervás a oeste, ao longo de aproximadamente 120 km; e do vale do Tormes a norte, até ao vale do Tiétar, junto a Madrigal de la Vera e Candeleda, a sul, ao longo de aproximadamente 30 km.
O seu relevo agreste serviu de refúgio à tribo celta mais meridional, os vetões, e a outros rebeldes históricos, como El Empecinado, no início do século XIX, ou os maquis (guerrilheiros antifranquistas) em meados do século XX.
A serra divide-se em três setores: o oriental, até à falha do Puerto del Pico, próximo de Cuevas del Valle, o central, até à falha de Plasencia e Puerto de Tornavacas, junto à localidade do mesmo nome, e o ocidental, até ao vale do Ambroz e a Serra de Béjar.

## Setor oriental
Levanta-se pelo sul sobre a falha norte do Tiétar, sobre os sedimentos terciários da fossa com aquele nome. O limite norte do horst (maciço tectónico) estrutura-se sobre um sistema de fracturas orientadas a nordeste, como é o caso da falha do Burguillo, próxima de El Tiemblo, a oeste e a oeste-noroeste, como a falha de Navaluenga, à qual o rio Alberche adapta o seu curso. Os cumes mais destacados neste setor são:
- Alto del Mirlo 1 770 m
- Gamonosa 1 993 m (Casavieja)
- Lanchamala 1 999 m (Piedralaves)
- El Torozo 2 025 m
- Risco de Miravalles 2 010 m
- Risco del Artuñero 2 011 m
- Cabezo de Mijares 2 190 m (Mijares)

## Setor central

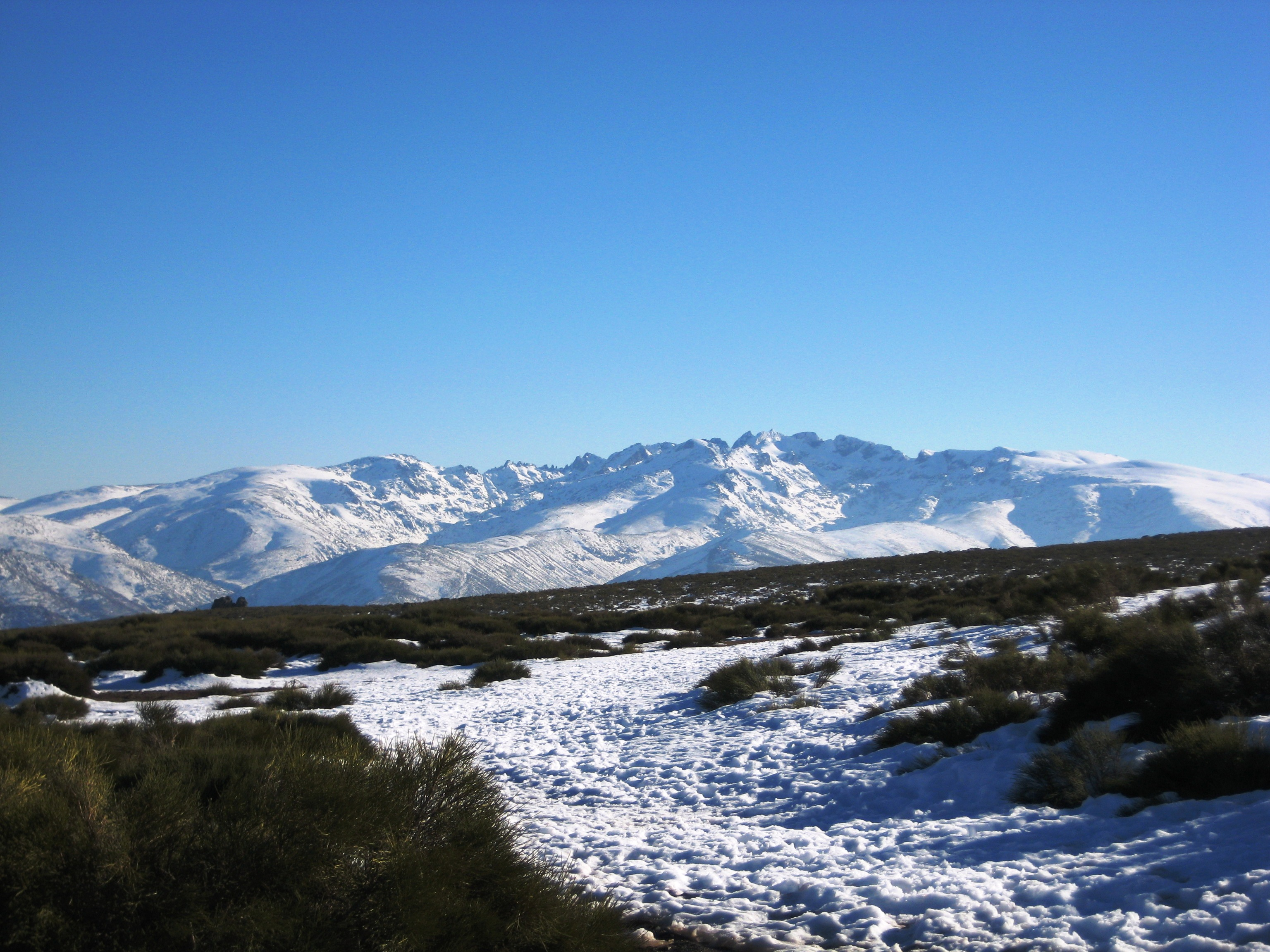
A Serra de Gredos vista desde o Puerto de Peñanegra, na Serra de Villafranca

A oeste da falha do Puerto del Pico eleva-se o Alto Gredos. O horst de Gredos prolonga a sua escarpa elevada sobre a fossa do rio Tiétar. O bordo meridional do horst adapta-se à falha orientada a nordeste, desde Candeleda a Arenas de San Pedro, no extremo oriental, e depois à ribeira de Minchones.
No extremo norte do horst prolongam-se a estruturas de Gredos oriental, constituídas pelas falhas orientadas tendencialmente a este-oeste, às quais se adapta o leito do Tormes.
Entre Gredos central, a Serra de Villafranca e a Serra de La Serrota surgem duas depressões , a do rio Tormes e a de Navadijos (cabeceira do rio Alberche), separadas pela Serra da Pedra Aguda (ou bloco de Miguel Muñoz), perto de Navarredonda de Gredos.
Limitado por estas depressões tectónicas, o maciço do Alto Gredos é um sistema de blocos quase exclusivamente graníticos, vigorosamente levantados e sensivelmente inclinados para norte, ou seja, em direção aos vales altos do Tormes e do Alberche. A vertente sul é uma enorme escarpa ao longo de uma falha que se ergue sobre a região de La Vera com acentuadíssima inclinação. A vertente norte apresenta-se como um extenso plano inclinado, correspondente à superfície de nivelamento anterior à deslocação e elevação.

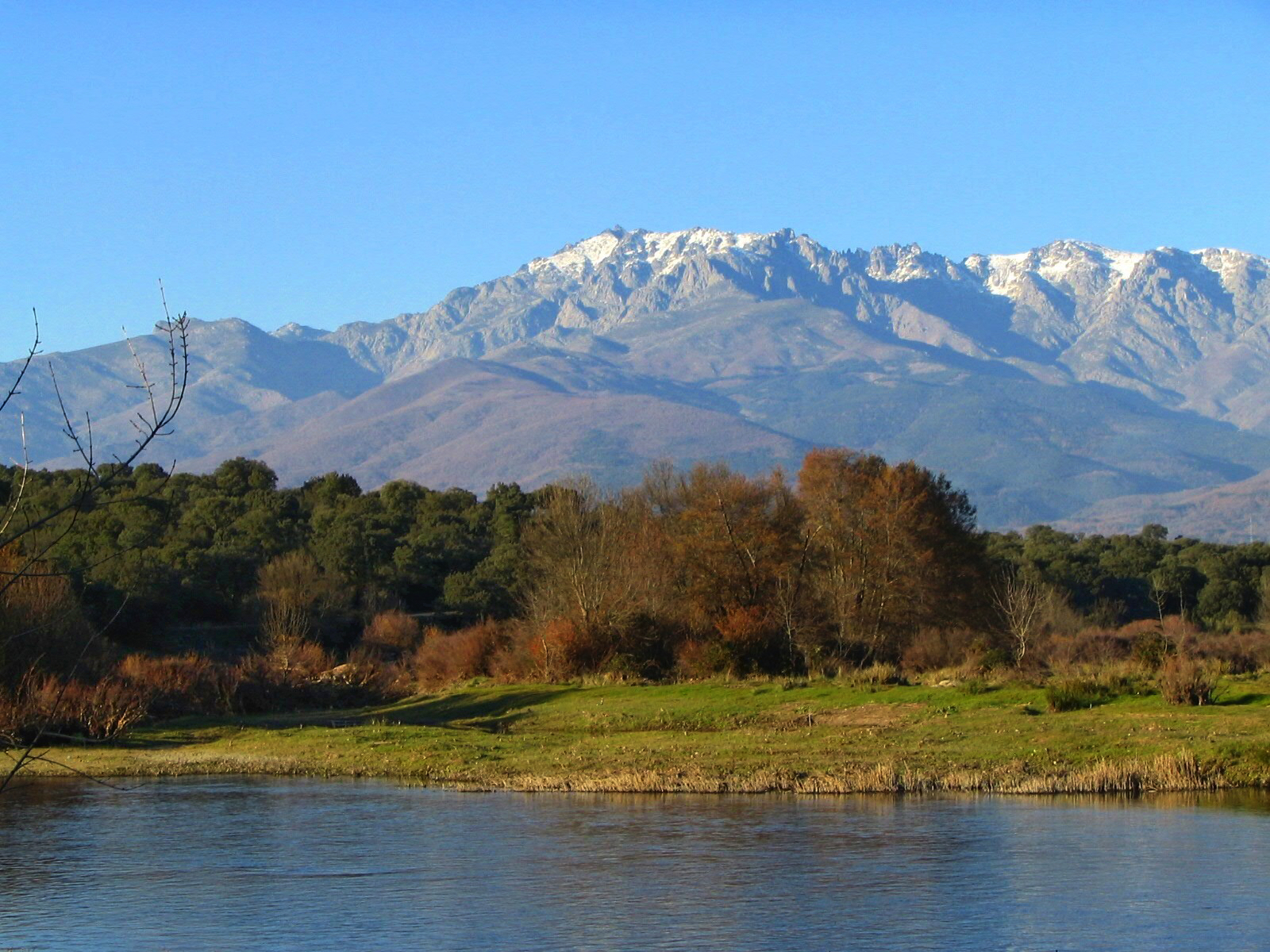
Vertente sul do Pico Almançor, o mais alto da Serra de Gredos.

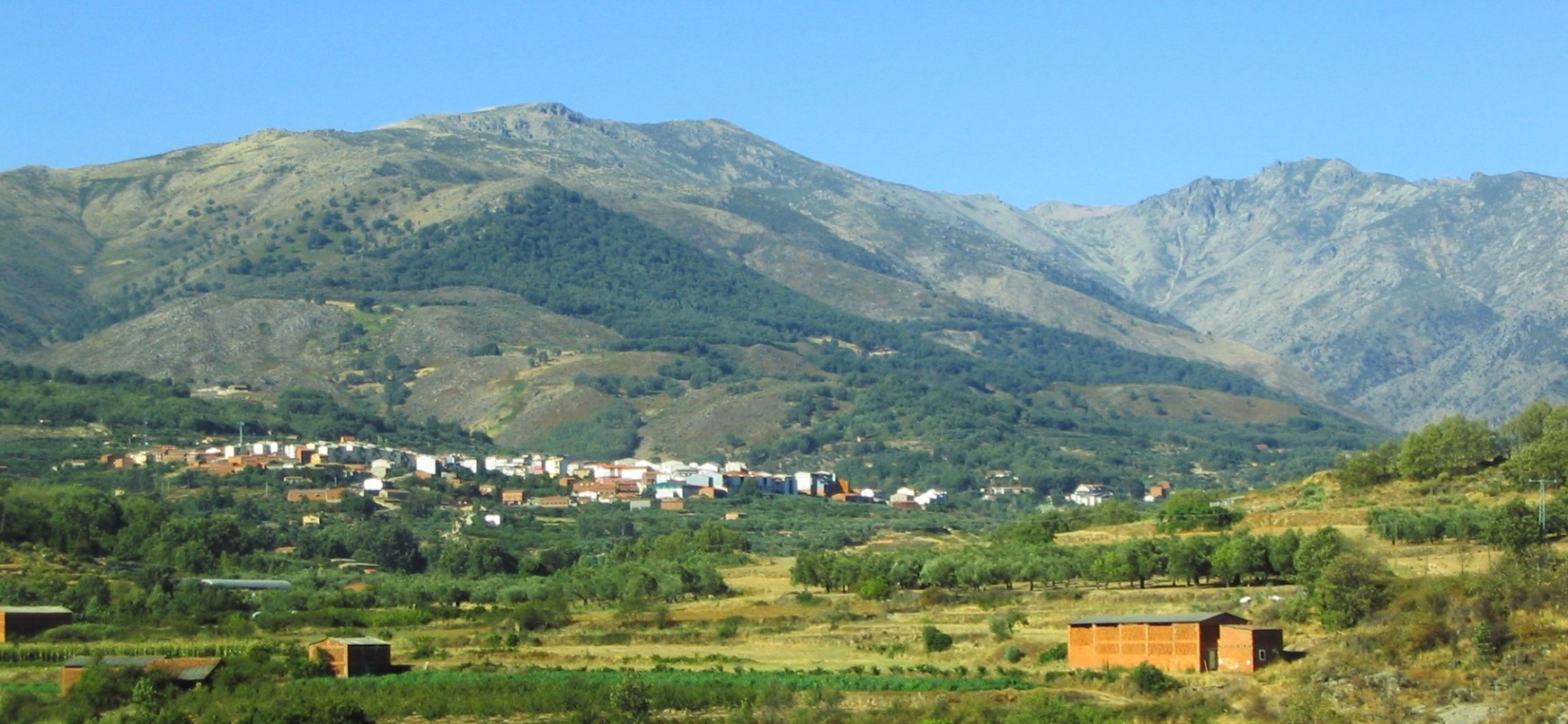
Aldeanueva de la Vera no sopé da Serra de Gredos.

No setor central encontra-se o Circo glaciar de Gredos.
Os cumes mais altos deste setor são:
- Morezón 2 393 m
- Risco de las Hoyuelas 2 318 m
- El Enano 2 315 m
- La Campana
- Cuchillar de los Cerraillos 2 364 m
- Los Tres Hermanitos 2 277 m
- El Perro que fuma 2 342 m
- El Casquerazo 2 437 m
- Cuchillar de las Navajas
- Almançor 2 592 m
- Cerro de los Huertos 2 474 m
- Muesca de la Galana
- Pico La Galana 2 564 m
- Risco del Gutre
- Risco Negro 2 295 m
- Canchal de la Galana
- La Mira 2 343 m
- Cabeza Nevada 2 433 m

## Sector ocidental
Este setor situa-se entre o Puerto de Tornavacas, junto à localidade do mesmo nome, e o corredor de Béjar-Hervás. O seu ponto mais alto é o Canchal de la Ceja, a 2 430 m de altitude.

## Flora
Observa-se uma variação vegetal, intimamente relacionada com a altitude: azinheira (Quercus ilex, Quercus ilex rotundifolia ou Quercus rotundifolia), castanheiro (Castanea sativa), amieiro (Alnus glutinosa), tramazeira (Sorbus aucuparia), bétula (Betula), choupo (Populus), salgueiro (Salix) e carvalho-negral (Quercus pyrenaica), substituído em algumas áreas por pinheiro (Pinus). Nas zonas mais altas predomina o matagal de piornos (Cytisus purgans), zimbro-rasteiro (Juniperus communis) e diversas variedades de camomila-romana (Chamaemelum nobile).

| Níveis de vegetação | Níveis de vegetação |
| Nível               | Altitude (m)        |
| ------------------- | ------------------- |
| Azinheira           | 300-500             |
| Carvalho-negral     | 550-1800            |
| Piornos             | 1800-2300           |
| Prados de montanha  | 2300-2592           |

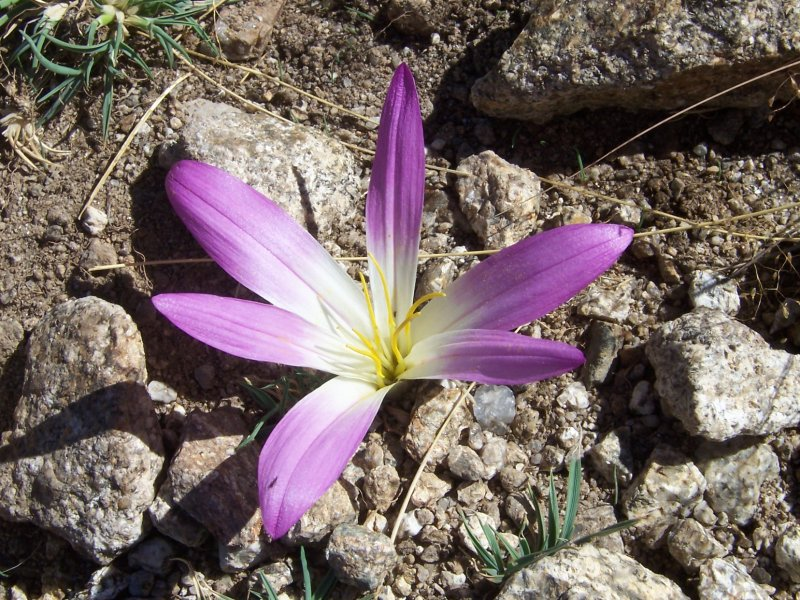
Merendera montana (noselha)

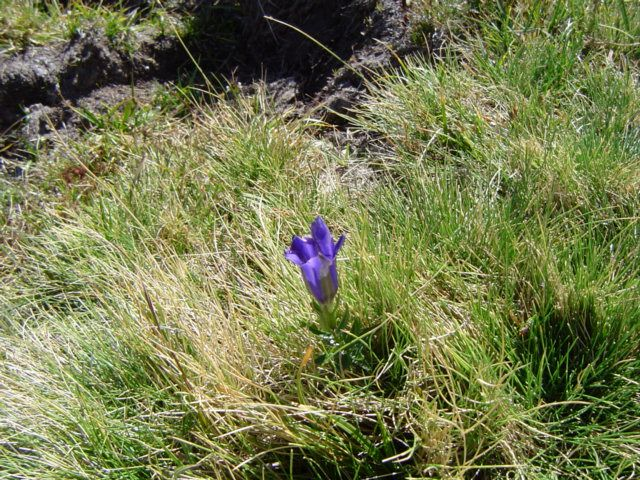
Genciana-de-turfeiras (Gentiana pneumonanthe, genciana de pantano)

No nível mais alto só se encontram plantas de pequeno porte que se adaptaram às duras condições da alta montanha.

## Fauna
As principais espécies animais são:
- Cabra selvagem ou íbex ibérico (Capra pyrenaica victoriae)
- Corça (Capreolus capreolus, corzo)
- Perdiz-vermelha (Alectoris rufa)
- Águia-real (Aquila chrysaetos)
- Águia-imperial-ibérica (Aquila adalberti)
- Vespeiro-europeu (Pernis apivorus)
- Abutre-preto (Aegypius monachus)
- Grifo (Gyps fulvus)

### Endemismos
- Sapo de Gredos (Bufo bufo gredosicola)
- Salamandra do Almançor (Salamandra salamandra almanzoris)

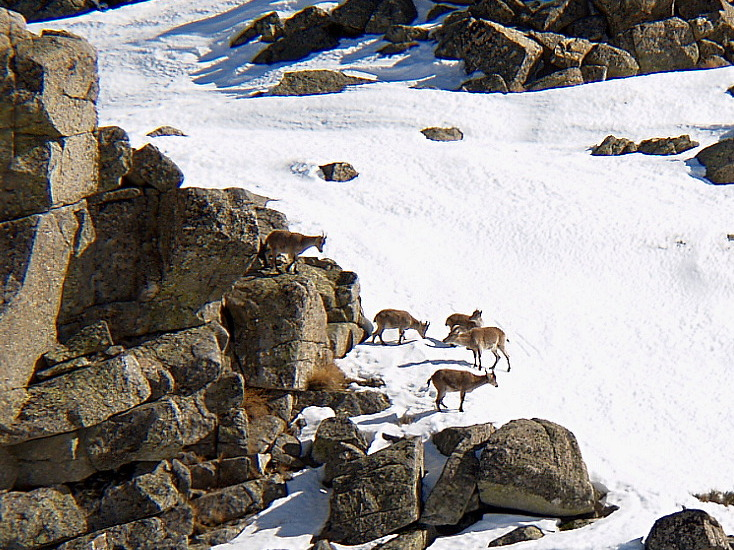
Cabra-montês de Gredos (Capra pyrenaica victoriae)

- Rato do campo de Ávila (Microtus nivalis abulensis, topillo nival abulense)
- Lagartixa da Serra de Gredos (Lacerta monticola cyreni)

## Geomorfologia
A sistematização mais completa da morfologia glaciar na vertente norte foi realizada por Martínez de Pisón, E, y Muñoz Jiménez, J. Para estes autores, durante o Quaternário existiram 16 glaciares em direção ao leito do Tormes, a maior parte deles orientados para norte, embora alguns importantes estivessem orientados para oeste-noroeste. Os circos glaciares situam-se a aproximadamente 1 800 m e as línguas teem entre um e os quase 6 km de comprimento do maior, o glaciar de Bohoyo. Os depósitos frontais mais baixos encontram-se entre os 1 400 e 1 500 m. Nas vertentes setentrionais da Serra de Barco de Ávila, esporão ocidental da de Gredos, as características do glaciarismo são similares às anteriores, com percursos mais curtos (entre 2 e 3 km) e depósitos frontais entre os 1 300 e 1 500 m, segundo cartografia de Pedraza y López.
Nas cabeceiras elevadas das gargantas, pode observar-se a morfologia glaciar crionival e torrencial mais desenvolvida de todo o centro da Península Ibérica, existindo áreas que apresentam um relevo de aspeto verdadeiramente alpino, único no Sistema Central. Tal é o caso das áreas que circunda o Pico Almançor, incluindo, na vertente norte os troços superiores das gargantas de Gredos, El Pinar e Bohoyo, e na vertente sul a de Alardos, Lóbrega e Blanca.

## Clima
A Serra de Gredos está catalogado no panorama nacional espanhol como zona de alta montanha. Por isso mesmo, quem a pretende subir precisa de ser muito precaucioso, quer no inverno quer no verão. Acima dos 2 000 m a temperatura no inverno pode oscilar entre os 0 e os -5 °C, sendo a neve uma constante, sobretudo a partir de dezembro e até abril.